# Fanny Knös
Fanny Knös (orig. Fanny Coot) en av bakgrundsgestalterna i Kalle Ankas universum. Hon är mor till Mårten Gås, hennes förnamn och dök för första gången upp 1938, men hon etablerades på allvar, av Don Rosa, år 1993.

## Karaktärshistoria
Fanny går delvis lika långt tillbaka i tiden som Mårten Gås. I Kalle Anka-dagsstrippen från den 9 maj 1938, med manus av Bob Karp och teckningar av Al Taliaferro - serien som även är Mårtens första framträdande - nämns Aunt Fanny (tant Fanny) i ett brev som Mårten har med sig när han besöker Kalle. Att hon skulle vara Mårtens mor nämns inte uttryckligen, men är underförstått. Året därpå, i kortfilmen Kalle Ankas kusin (Donald's Cousin Gus), skriven av Carl Barks och Jack Hannah, finns samma historia berättad, och åter igen är brevet undertecknat Aunt Fanny.
Efter detta nämndes inte Fanny igen på över ett halvt sekel. Barks gick över till att skapa tecknade serier, men nämnde henne aldrig. I det släktträd över familjen Anka som han skissade upp för eget bruk under 1950-talet nämns ingen mor till Mårten över huvud taget. När Don Rosa under 1990-talet fick i uppgift att skapa "Kalle Ankas släktträd" hade han således ganska fria händer när det gällde Mårtens mor (dock var läget annorlunda beträffande hans far). Dock fanns det ingen anledning att inte behålla namnet Fanny. 
Ursprungligen hade Rosa tänkt låta Fanny vara syster till Farmor Anka, något som dock hans förläggare motsatte sig, då detta innebar att Mårten skulle komma att tillhöra samma generation som Kalles föräldrar och Joakim von Anka. Istället lät han Fanny bli Farmors brorsdotter,  och därmed fick hon också efternamnet Coot (för anledningarna härtill, se Pelle Sothöna och Cornelius Knös). På svenska fick hon således namnet Fanny Knös.